# 平津戰鬥
平津戰鬥發生於1937年7月29日，地點則是在中國冀東一帶。是抗日戰爭主要戰鬥之一，交戰一方為守軍之國民革命軍，另一方則為日軍。中國軍隊領導者為卅八師副師長李文田、一一四旅董昇堂，日軍方面領軍者則為河邊正三。最後國軍撤退至馬廠。